# Hilgod de Gometz
 (décembre 2024).
La mise en forme du texte ne suit pas les recommandations de Wikipédia : il faut le « wikifier ».
Les points d'amélioration suivants sont les cas les plus fréquents :
- Les titres sont pré-formatés par le logiciel. Ils ne sont ni en capitales, ni en gras.
- Le texte ne doit pas être écrit en capitales (les noms de famille non plus), ni en gras, ni en italique, ni en « petit »…
- Le gras n'est utilisé que pour surligner le titre de l'article dans l'introduction, une seule fois.
- L'italique est rarement utilisé : mots en langue étrangère, titres d'œuvres, noms de bateaux, etc.
- Les citations ne sont pas en italique mais en corps de texte normal. Elles sont entourées par des guillemets français : « et ».
- Les listes à puces sont à éviter, des paragraphes rédigés étant largement préférés. Les tableaux sont à réserver à la présentation de données structurées (résultats, etc.).
- Les appels de note de bas de page (petits chiffres en exposant, introduits par l'outil «  Source ») sont à placer entre la fin de phrase et le point final[comme ça].
- Les liens internes (vers d'autres articles de Wikipédia) sont à choisir avec parcimonie. Créez des liens vers des articles approfondissant le sujet. Les termes génériques sans rapport avec le sujet sont à éviter, ainsi que les répétitions de liens vers un même terme.
- Les liens externes sont à placer uniquement dans une section « Liens externes », à la fin de l'article. Ces liens sont à choisir avec parcimonie suivant les règles définies. Si un lien sert de source à l'article, son insertion dans le texte est à faire par les notes de bas de page.
- La présentation des références doit suivre les conventions bibliographiques. Il est recommandé d'utiliser les modèles {{Ouvrage}}, {{Chapitre}}, {{Article}}, {{Lien web}} et/ou {{Bibliographie}}. Le mode d'édition visuel peut mettre en forme automatiquement les références.
- Insérer une infobox (cadre d'informations à droite) n'est pas obligatoire pour parachever la mise en page.

Pour une aide détaillée, merci de consulter Aide:Wikification.
Si vous pensez que ces points ont été résolus, vous pouvez retirer ce bandeau et améliorer la mise en forme d'un autre article.
Hilgod de Gometz est un ecclésiastique du XIe siècle. Après des études à l'abbaye Sainte-Geneviève de Paris, dont il sera doyen, il devient évêque de Soissons en 1085. Ayant renoncé à sa charge en 1087, il se retire comme moine à l'abbaye de Marmoutier. Il y est élu abbé en 1100, mandat qu'il exerce jusqu'à sa mort en 1104.

## Biographie
Hilgod est le fils de Geoffroy de Gometz, chevalier d'Ile-de-France. Proche de la maison de Montfort, Geoffroy de Gometz est à l'origine des seigneurs de Neauphle-le-Château. Hilgod a un frère, Andreas, qui après une vie de chevalier, s'est fait moine aussi à Marmoutier ; on les retrouve souvent ensemble dans les chartes de l'abbaye. Dans une charte en faveur de Sainte-Geneviève de Paris, en 1085, l'évêque Hilgod rappelle qu'il a été "... alumnus et decanus extiteram..." de cette abbaye; dans une charte de son père Geoffroy de Gometz, en faveur de l'abbaye de Longpont-sur-Orge fondée par une parente Hodierne de Gometz, il est nommé ainsi : "... Hergodus, decanus Sancte Genovefe...".

## Evêché de Soissons
Ses prédécesseurs sont Arnoul, retiré en 1084 au monastère d'Oudenburg, puis Ingelram, un archidiacre décédé rapidement. Les débuts de sa charge sont dans les canons d'un sacerdoce épiscopal. Il confirme la donation, faite par son prédécesseur Thibaud II, à l'abbaye de Marmoutier, de l'autel de l'église Saint-Sulpice de Pierrefonds. Il concède aux chanoines de Sainte-Geneviève de Paris, les autels de Marizy-Sainte-Geneviève et de Saint-Vaast près de La Ferté-Milon. Il place l'autel de Bezu-le-Guéry sous la dépendance de l'église Notre-Dame de Château-Thierry.
Hilgod intenta un procès aux chanoines de l'abbaye Saint-Corneille de Compiègne, au sujet de leurs privilèges. Renauld Ier du Bellay, archevêque de Reims, assembla alors un synode à Compiègne ; Hilgod s'y plaignit des chanoines qui se prétendaient exempts. Ceux-ci, ayant prouvé aux membres du synode qu'ils n'étaient justiciables ni du métropolitain ni de l'évêque, le roi Philippe Ier leur confirma ces privilèges, par une charte datée du mois de décembre 1085.
En grandes difficultés dans ses relations avec les abbés et chanoines des son diocèse, la rumeur voulut qu'Hilgod soit accusé de crimes et poussé à la démission, voire déposé, puis à la fuite vers la vie monacale pour pénitence. Yves de Chartres prit sa défense, ainsi qu'il l'écrit dans sa lettre 88 au Pape.
Son sceau, apposé sur la charte de donation à Sainte-Geneviève en 1085, le représente debout, vu de face, tête nue, crossé et bénissant.

## Abbaye de Marmoutier
La Gallia Christiana (tome XIV), ainsi que l'Histoire de l'abbaye de Marmoutier, proposent des biographies de la vie d'Hilgod à Marmoutier. Désormais simple moine, il conserve toutefois son titre d'ancien évêque de Soissons ainsi que le constatent diverses chartes auxquelles il appose sa signature, souvent au côté de son frère Andreas. Le cartulaire de Saint-Aubin d'Angers confirme, dans la notice d'un litige avec Saint-Nicolas concernant le prieuré de Pruniers, la présence parmi les arbitres de "... monachus ejus Hilgotus de Gummeth...".
Hilgod est présent au concile de Clermont. En 1098, Yves de Chartres est sollicité par les frères Hilgod et Andreas, afin qu'il autorise l'abbaye de Marmoutier à accepter le don des deux églises de Bazainville et de Bisconcelles, près de Houdan, qui relevaient jusqu'alors du chapitre de Chartres; le donateur est Simon de Neauphle, frère des deux moines, qui confirme une donation de leur père, Geoffroy de Gometz, plusieurs décennies auparavant.
A la mort de l'abbé Bernard, en avril 1100, les religieux de Marmoutier l'élurent d'une voix unanime. Cette élection fut l'objet d'une nouvelle contestation, de la part de Raoul II, archevêque de Tours. Considérant qu'il devait consacrer le nouvel abbé, les moines rétorquèrent que Hilgod, étant ancien évêque, était déjà consacré, souhaitant ainsi enlever tout prétexte à l'intervention métropolitaine. Raoul fit valoir ses prétentions, mais le Pape Pascal II se prononça en faveur des moines, par une bulle du 19 novembre 1100, confirmant les biens et privilèges de l'abbaye.
En 1102, Hilgod fit le voyage à Rome, et alla ensuite en Angleterre pour les intérêts de son monastère. Il mourut le 10 août 1104.